# Liste des chapitres d'Akira
Cet article contient la liste des volumes du manga Akira de Katsuhiro Ōtomo parus en librairie, avec les chapitres qu’ils contiennent.
Il se base sur la deuxième édition faite par Glénat. Chacun des volumes 1 à 10 regroupe trois des fascicules de la première édition, réalisée à partir de l'édition américaine par Marvel Comics. Le 31e fascicule est repris dans le tome 12.

## Liste des volumes
| no | Français      | Français          | Français          |
| no | Titre         | Date de sortie    | ISBN              |
| --- | ------------- | ----------------- | ----------------- |
| 1 | L’Autoroute   | 14 décembre 1990  | 978-2-72341-216-2 |
| Le 6 décembre 1992 (1982 dans la version originale japonaise) à 14h17 une bombe d'un type encore inconnu explose au-dessus des principales villes du Japon. Neo Tōkyō, 38 ans après l'apocalypse : un groupe de jeunes adolescents fait la course en moto ; leur objectif : la vieille ville. Leur course s'arrête en même temps que la route, juste devant un immense cratère (l'endroit où est tombé la 1re bombe). Tetsuo veut épater ses copains en repartant à grande vitesse. Hélas, en route, il se retrouve nez à nez avec un jeune garçon qui porte le numéro 26 sur son habit. L'accrochage est si violent que Tetsuo est projeté. Le numéro 26 utilise alors un champ de force pour empêcher Tetsuo de l'écraser. Un peu plus tard nous découvrons Kay et Ryu, deux espions qui essaieront d'attraper le numéro 26. Tout ceci mettra en branle l'armée dirigée par l'imposant colonel. Le numéro 26 se nomme Takashi et est cobaye dans un centre d’expérimentations. Un autre cobaye du nom de Masaru lui demandera, sur ordre du colonel, de revenir au laboratoire car il a besoin de médicaments. Ryu est surpris et déçu lorsqu'il apprend que le fugitif qu'il poursuit n'est pas le bon. Il cherchait Akira mais tombe sur Takashi « no 26 ». Lorsque Masaru veut donner une pilule à Takashi, Kaneda la dérobe et s'enfuit dans les égouts. À l'école, Kaneda demande à une amie d'examiner la pilule, en même temps reparaît Tetsuo. Le résultat de l'analyse tombe : la fille explique à Kaneda qu'une seule de ces pilules peut tuer un homme en 2 secondes. Kaneda s’approvisionne en gélules (de la drogue) pour doper ses amis motards et ils partent à nouveau à moto. Pendant ce temps, le colonel et le professeur sont très inquiets pour Tetsuo, car il est entré en contact avec Takashi et risque de subir une mutation. Dans la soirée la bande de motards fonce à vive allure mais la police les rattrape et, par ailleurs, Tetsuo se fait attaquer par la bande de motards du Clown. Tetsuo veut tuer l’un d’entre eux mais Kaneda s'interpose et Tetsuo voit désormais en lui un nouvel ennemi. Le colonel rend une visite surprise à Tetsuo dans le centre de redressement pour jeunes délinquants. Le voyant, Kaneda casse une fenêtre et s'enfuit avec sa moto rouge. Kaneda se cache avec Kay et Ryu. Ryu lui demande de lui remettre la pilule surpuissante. Pendant ce temps, Tetsuo passe au scanner et est examiné. Le colonel se rend dans la salle où se trouvent les cobayes, une petite fille nommée Kiyoko allongée dans un lit lui dit qu'elle a fait un rêve. Elle aussi a un visage qui semble prématurément vieilli car elle est née en 1979. Elle raconte donc son rêve au colonel, il s'agit du réveil d'Akira (voir tome 4). Kaneda se retrouve seul avec Kay, qui sort de la pièce et se retrouve nez à nez avec une âme (celle de Kaneda). Kaneda est surpris de voir cette apparition de flammes blanches, l'âme prononce le nom d’« Akira » puis disparaît. Au même moment, Tetsuo dans son lit ne contrôle plus rien. C'est l’émergence de ses pouvoirs. Le gouvernement se réunit pour délibérer mais décide de ne pas accorder d'autre subvention pour le projet AKIRA. Plus tard, l'armée fait irruption dans le bar où se cachent Kaneda, Kay et Ryu. Ces derniers s'échappent par les égouts. Tetsuo commence alors son carnage en faisant exploser un médecin de garde. Le tome 1 d’Akira se termine par un face à face entre Tetsuo et un membre de la bande des clowns. |               |                   |                   |
| 2 | Cycle Wars    | 21 mai 1991       | 978-2-72341-395-4 |
| 3 | Les Chasseurs | 26 septembre 1991 | 978-2-72341-477-7 |
| 4 | Le Réveil     | 25 octobre 1991   | 978-2-72341-478-4 |
| 5 | Désespoir     | 9 janvier 1992    | 978-2-72341-490-6 |
| 6 | Chaos         | 12 février 1992   | 978-2-72341-503-3 |
| 7 | Révélations   | 24 avril 1992     | 978-2-72341-522-4 |
| 8 | Déluge        | 20 mai 1992       | 978-2-72341-546-0 |
| 9 | Visions       | 27 août 1992      | 978-2-72341-552-1 |
| 10 | Revanche      | 28 août 1992      | 978-2-72341-574-3 |
| 11 | Chocs         | 13 octobre 1992   | 978-2-72341-588-0 |
| 12 | Lumière       | 3 novembre 1994   | 978-2-72341-689-4 |
| 13 | Feux          | 15 novembre 1995  | 978-2-72341-905-5 |
| 14 | Consécration  | 12 juin 1996      | 978-2-72342-182-9 |
| Il s’agit d’un artbook. |               |                   |                   |